# Neurenberg polyglot
De Neurenberg polyglot was een uitgave in twee delen waarin het Nieuwe Testament in twaalf talen werd gedrukt. Het eerste deel met de vier evangeliën en de Handelingen kwam in 1599 uit. Het tweede deel met de apostolische brieven en de Openbaring van Johannes in 1600. De redacteur en voor een belangrijk deel ook de vertaler was Elias Hutter, een Duitse oriëntalist.

## Elias Hutter
Hutter werd op de leeftijd van 24 jaar hoogleraar Hebreeuws aan de Universiteit Leipzig. Hij was overtuigd dat het Hebreeuws een goddelijke oertaal was, die alle mensen de weg naar het heil zou tonen. Hij propageerde dan ook het leren van Hebreeuws en trachtte op meerdere plaatsen hiervoor publicaties te drukken, die te distribueren en voor het feitelijk leren van de taal ook een methodiek te ontwikkelen. In 1578 had Hutter een Hebreeuws- Duits woordenboek gepubliceerd. In 1588 publiceerde hij een uitgave van het Oude Testament in het Hebreeuws. Hij trachtte in diverse steden financiële ondersteuning te krijgen voor een omvangrijke polyglotuitgave. Hij gaf hiervoor ook zijn betrekking als hoogleraar in Leipzig op. Hij vestigt zich in Neurenberg als boekdrukker als hij van die stad ook de gewenste steun ontvangt. De stad leende hem onder meer een bedrag van 16000 guldens waarmee hij een drukkerij financierde. Hij stichtte in deze stad ook een school waar studenten in vier jaar tijd Hebreeuws, Grieks en Latijn konden leren. Het uiteindelijk realiseren van deze polyglotuitgave was een onderdeel van een voor hem samenhangend project voor de verdere ontwikkeling van de christelijke hebraïstiek.

## Neurenberg polyglot

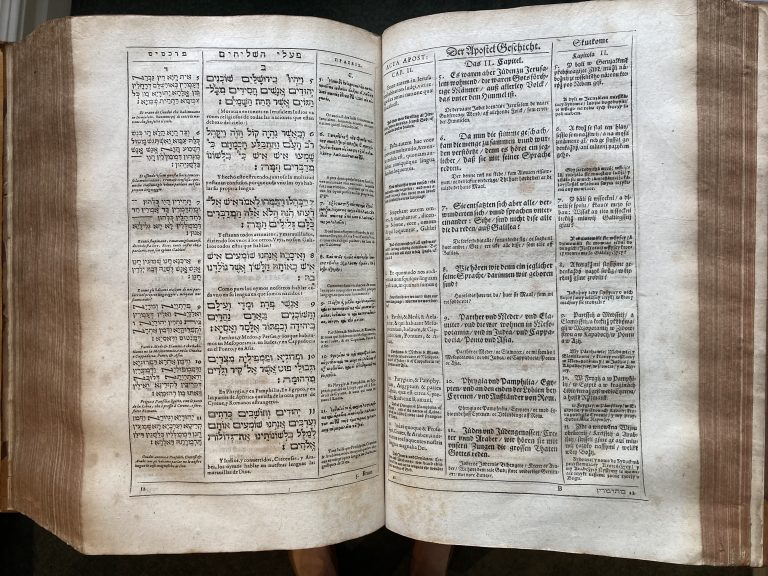
Een dubbelpagina van de Neurenberg polyglot

Deze polyglotuitgave heeft 12 talen. Het oorspronkelijke Grieks was gebaseerd op de uitgave uit 1551 van Robert Etienne. Dat was de eerste versie in het Grieks waar de bijbelverzen genummerd werden. Het Latijn was dat van de Vulgaat. De Hebreeuwse en Aramese vertaling van het Griekse origineel werd door Hutter zelf gemaakt. De polyglot bevatte hiernaast nog acht vertalingen in moderne volkstalen. Die vertalingen waren gebaseerd op eerder in de zestiende eeuw gepubliceerde protestantse bijbels. De Duitse vertaling was van Maarten Luther. De Engelse vertaling was gebaseerd op de Genève-bijbel. Het Frans en het Italiaans was gebaseerd op een uitgave van een tweetalig Nieuw Testament van Gian Luigi Pascale uit 1555. De Spaanse vertaling was gebaseerd op de Reina-Valera, een uitgave van Casiodoro de Reina van 1569. Daarnaast waren er vertalingen in het Deens, Boheems en Pools.
De tekst is in kolommen verdeeld. Op iedere dubbelpagina zijn zes kolommen. Iedere kolom bevat twee talen van een vers. Hutter gebruikte bij het drukken van het Hebreeuws een taaldidactische methode waarbij het leren van Hebreeuws door het drukbeeld vergemakkelijkt moest worden. Hutter gebruikte bij het Hebreeuws een druktechniek met twee verschillende lettertypes. Voor het grondwoord, de radix, een opgevuld lettertype waardoor die woorden vetgedrukt werden en een hol lettertype voor de voor- en achtervoegsels. Deze methode maakte het voor studenten makkelijker om de grondwoorden te herkennen, wat hielp bij het leren van de taal.